# كلية دجلة الجامعة
كلية دجلة الجامعة هي مؤسسة أكاديمية خاصة للتعليم الجامعي الاولي ذات نفع عام. تأسست في بغداد عام 2004م.

## التأسيس
تأسست كلية دجلة الجامعة في بغداد بموجب الأمر الصادر من وزارة التعليم العالي والبحث العلمي المرقم (3322) في 27/ 10/ 2004 وفق قانون تأسيس الكليات والجامعات الأهلية المرقم (13) سنة 1996 المعدل.
وأعترف بها في نفس العام.

## أقسام الكلية
تضم الكلية 23 قسماً:
- قسم علم الحاسوب
- قسم العلوم المالية والمصرفية
- قسم إدارة الأعمال
- هندسة تقنيات الحاسوب
- هندسة تقنيات التبريد والتكييف
- قسم هندسة تقنيات البصريات
- قسم الأعلام
- قسم القانون
- قسم طب الأسنان
- قسم تقنيات التحليلات المرضية
- قسم اللغة العربية
- قسم هندسة البناء والإنشاءات.
- قسم هندسة تقنيات الاجهزة الطبية
- قسم هندسة الليزر
- قسم التصميم الداخلي
- قسم الفنون السينمائية والتلفزيونية